# Rancho carnavalesco
Un rancho carnavalesco est un ancien type d'association carnavalesque typique de la ville de Rio de Janeiro, entre la fin du XIXe siècle et la première moitié du XXe siècle dans son époque dorée, existant jusque dans les années 1990. La procession était suivie par le roi et la reine, au son d'une marche de ranch au rythme plus lent que celui de la samba, accompagnée d'instruments à vent et à instruments à cordes.

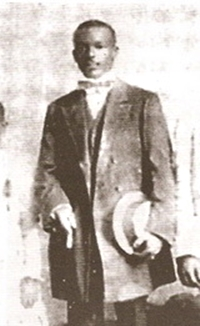
Hilário Jovino Ferreira, créateur du premier.

Le premier rancho carnavalesco est Reis de Ouro, créé par Hilário Jovino Ferreira du Pernambuco, qui a introduit des nouveautés dans le carnaval de Rio telles que l'intrigue, des personnages tels que le mestre-sala et le porta-bandeira (pt) (respectivement le maître de bal et le porte-drapeau) et l'utilisation d'instruments à cordes et à vent,,,.
Les ranchos ont été fortement influencés par les fêtes noires, telles que les cucumbis et les congadas, peut-être amenées par des Africains d'origines bantoue et soudanaise, et par les traditions musicales populaires portugaises, répandues parmi les couches les plus défavorisées de la population de Rio. Les ranchos étaient identifiés à la classe moyenne, tandis que les écoles de samba, à l'origine, étaient identifiées aux classes sociales inférieures. Bien qu'originaires de Rio de Janeiro, les ranchos ont été exportés vers d'autres États. À Belém, le Rancho Não Posso Me Amofiná est devenu célèbre, remportant plusieurs fois le concours du rancho local et devenant par la suite une école de samba.
Près de dix ans après son extinction totale, un nouveau ranch a été créé au tournant du XXIe siècle à Copacabana, Flor do Sereno, pour faire revivre le rancho carnavalesco.

## Description
Le défilé d'un rancho carnavalesco peut être décrit comme une procession, avec la présence d'un roi et d'une reine, au son d'une marche de ranch (marcha-rancho), accompagnée d'instruments à vent et à cordes, avec un rythme plus lent que celui de la samba. Selon Câmara Cascudo, les vêtements voyants sont typiques des ranchos, de même que l'utilisation dans leurs défilés d'instruments tels que le violão, l'alto, le cavaquinho, la ganzá, la cymbale et parfois la flûte. Aucun instrument à percussion n’est utilisé. Il y avait des maîtres, un pour l'Harmonie, un pour le Chant et un pour la Danse, responsable de la chorégraphie.
Les ranchos défilaient avec un mestre-sala et un porta-bandeira (pt) (respectivement le maître de bal et le porte-drapeau) – adaptés plus tard par les écoles de samba – qui devaient danser et prêter attention à chaque mouvement. Au début, l'énorme rivalité entre les ranchos pouvait provoquer une situation humiliante, comme celle de se faire voler la bannière par un membre d'un rancho rival. À cette époque, le maître de bal défile armé d'un couteau pour protéger le pavillon de son association. Lors de défilés hors-compétition, il n'est pas rare de voir des provocations qui se terminent par des bagarres entre différentes associations.

## Histoire
L'historiographie traditionnelle souligne que le créateur du format de rancho carnavalesco typique de Rio est Hilário Jovino Ferreira, originaire de Pernambuco, lorsqu'il fonde, en 1893, Reis de Ouro, après avoir participé au ranch Dois de Ouro, situé à Beco João Inácio (Pedra do Sal, Rio de Janeiro),,,,. Selon la propre déclaration d'Hilário au chroniqueur Vagalume, Dois de Ouro ne serait pas « à proprement parler un rancho », mais « une imitation ».
La présence des ranchos dans les fêtes populaires de la ville remonte à des décennies avant la fondation du Reis de Ouro, qui ne sortait cependant que le jour de l'Épiphanie,,,. Faisant référence aux soi-disant « ranchos de cucumbys », Mello Moraes Filho affirme que les ranchos existaient à Rio en 1830. Martha Abreu, à son tour, affirme que les ranchos existaient déjà à Rio de Janeiro au début du XIXe siècle. Écrivant au milieu de ce siècle, Manuel Antônio de Almeida décrit « un grand rancho appelé das baianas, qui marchait en tête » d'une procession dans le centre-ville. Le chercheur Brasil Gerson, à son tour, considère que le premier ranch du carnaval aurait été le Rancho das Sereias, apparu au début de la República Velha, à Pedra do Sal, sur le Largo da Prainha. La variété des informations laisse une origine incertaine des ranchos.
Ce que l'on peut dire, c'est que dans les premières années du XXe siècle, les ranchos sont devenus la grande attraction du carnaval de Rio, surtout après le premier défilé d'Ameno Resedá qui allait établir le format des jeux carnavalesques, présentant des défilés décrits comme de véritables opéras populaires.
En 1894, le Reis de Ouro est reçu au palais d'Itamaraty par le maréchal Floriano Peixoto. En 1909, a eu lieu le premier défilé de compétition officiel connu, organisé par le Jornal do Brasil, qui a été remporté par Mamãe Lá Vou Eu, avec Ameno Resedá comme finaliste. En 1911, le maréchal Hermes da Fonseca invite Ameno Resedá à visiter le palais de Guanabara.
Le 21 février 1919, la Liga Metropolitana Carnavalesca est créée par les ranchos, comptant comme membres fondateurs : Ameno Resedá, Flor do Abacate, Miséria e Fome, Unidos da Aliança, Arrepiados, Cangaceiros do Caju, Jasmin de Ouro, Lírio do Amor, Cravina, toile de jute et déesse des réjouissances.
Avec le développement des écoles de samba, les ranchos ont disparu. L'extinction d'Ameno Resedá en 1941 est considérée comme le début de la fin des ranchs : ils connaissent un fort déclin à la fin des années 1950. En 1968, la Revista Quatro Rodas les décrit déjà comme « une tradition qui, faute de soutien officiel, est déjà en train de mourir ».
En 1972, Parasita de Ramos revient au défilé après 30 ans d'inactivité, accompagnée de Decididos, Aliados, Índios do Leme, Azulões da Torre, Recreio da Saúde et União dos Caçadores.
Le dernier défilé officiel de rancho enregistré a lieu en 1993, avec la participation de six associations.
Le 8 octobre 2000, le ranch Flor do Sereno est créé à Copacabana, aux couleurs bleu, vert et argent, à la suite de la tentative des chercheurs de faire revivre cette tradition perdue. Il existe encore des doutes parmi les experts quant à savoir si Flor do Sereno pourrait être configuré comme un rancho légitime, puisqu'il ne possède pas tous les éléments des anciens ranchos et qu'il a été créé artificiellement, sur la base d'une manifestation populaire éteinte depuis vingt ans années.